# Rørbysvärden

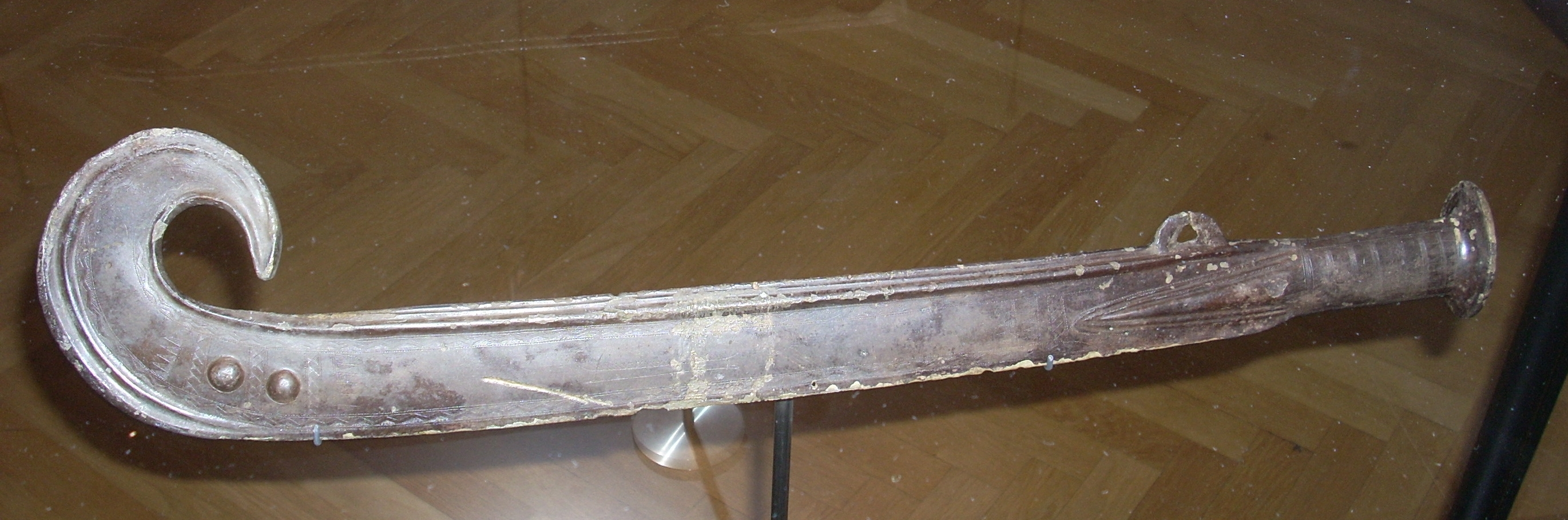
Ett av Rørbysvärden.

Rørbysvärden är två krumsvärd funna i Rørby i Danmark. De är efter sin ornamentik daterade till äldre bronsåldern, närmare bestämt Montelius period IB ca 1600–1500 f.Kr. Det första svärdet återfanns 1952 och det andra ca fem år senare, strax intill fyndplatsen för det första. Det andra av rörbysvärden bär utöver samma dekor som det första även ett skepp på bladets sida. Detta skepp är inte inristat utan gjutet med resten av dekoren vilket gör att det kan användas av arkeologer för att datera skeppsbilder i bronsålderns hällristningar.